# دولت دوم ابراهیم حکیمی
دولت دوم ابراهیم حکیمی یکی از دولت‌های دوران پادشاهی مشروطه در دورهٔ پهلوی است که از آبان تا دی ۱۳۲۴ فعالیت کرد. رئیس این دولت، ابراهیم حکیمی بود.
در جلسه دوم آبان ۱۳۲۴، نمایندگان مجلس برای دومین بار با ۷۵ رأی از ۹۴ نفر به زمامداری ابراهیم حکیمی ابراز تمایل کردند. در پی آن، فرمان نخست‌وزیری حکیمی همان روز ۲ آبان توسط شاه صادر شد. حکیمی هیئت وزیران خود را روز ۱۲ آبان به حضور شاه و روز ۱۳ آبان به مجلس شورای ملی معرفی کرد. مجلس شورای ملی در روز ۱۵ آبان با اکثریت ۸۸ رأی از ۹۴ نفر به دولت وی رأی اعتماد داد.
حکیمی استعفای خود را روز ۳۰ دی ۱۳۲۴ به شاه تقدیم کرد که شاه ضمن موافقت با استعفای وی در همین تاریخ مقرر کرد تا انتخاب نخست‌وزیر جدید به امور رسیدگی کند.

## هیئت دولت
| نخست‌وزیر                   |  | ابراهیم حکیمی     | ۲ آبان ۱۳۲۴  | ۳۰ دی ۱۳۲۴  | مستقل     | [ ۴ ]       |
| وزیران                     |  |                   |              |             |           |             |
| وزیر امور خارجه            |  | ابوالقاسم نجم     | ۱۲ آبان ۱۳۲۴ | ۳۰ دی ۱۳۲۴  | مستقل     | [ ۵ ]       |
| وزیر بازرگانی و پیشه و هنر |  | ابراهیم حکیمی     | ۱۲ آبان ۱۳۲۴ | ۲۹ آذر ۱۳۲۴ | مستقل     | [ ۵ ]       |
| وزیر بازرگانی و پیشه و هنر |  | هاشم صهبا         | ۲۹ آذر ۱۳۲۴  | ۳۰ دی ۱۳۲۴  | مستقل     | [ ۷ ]       |
| وزیر بهداری                |  | سعید مالک         | ۱۲ آبان ۱۳۲۴ | ۳۰ دی ۱۳۲۴  | مستقل     | [ ۵ ]       |
| وزیر پست و تلگراف و تلفن   |  | محمود نریمان      | ۱۲ آبان ۱۳۲۴ | ۲۹ دی ۱۳۲۴  | ایران     | [ ۵ ] [ ۸ ] |
| وزیر جنگ                   |  | علی ریاضی         | ۱۲ آبان ۱۳۲۴ | ۳۰ دی ۱۳۲۴  | نظامی     | [ ۵ ]       |
| وزیر دادگستری              |  | امان‌الله اردلان   | ۱۲ آبان ۱۳۲۴ | ۳۰ دی ۱۳۲۴  | اتحاد ملی | [ ۵ ]       |
| وزیر دارایی                |  | عبدالحسین هژیر    | ۱۲ آبان ۱۳۲۴ | ۳۰ دی ۱۳۲۴  | مستقل     | [ ۵ ]       |
| وزیر راه                   |  | محمدحسین فیروز    | ۱۲ آبان ۱۳۲۴ | ۱۰ دی ۱۳۲۴  | نظامی     | [ ۵ ] [ ۹ ] |
| وزیر فرهنگ                 |  | غلامحسین رهنما    | ۱۲ آبان ۱۳۲۴ | ۳۰ دی ۱۳۲۴  | مستقل     | [ ۵ ]       |
| وزیر کشاورزی               |  | احمدحسین عدل      | ۱۲ آبان ۱۳۲۴ | ۳۰ دی ۱۳۲۴  | مستقل     | [ ۵ ]       |
| وزیر کشور                  |  | خلیل فهیمی        | ۱۲ آبان ۱۳۲۴ | آذر ۱۳۲۴    | مستقل     | [ ۵ ]       |
| وزیر کشور                  |  | الله‌یار صالح      | ۲۹ آذر ۱۳۲۴  | دی ۱۳۲۴     | ایران     | [ ۱۰ ]      |
| وزیران مشاور               |  |                   |              |             |           |             |
| وزیر مشاور                 |  | الله‌یار صالح      | ۱۲ آبان ۱۳۲۴ | ۲۹ آذر ۱۳۲۴ | ایران     | [ ۵ ]       |
| وزیر مشاور                 |  | حسنعلی کمال هدایت | ۱۲ آبان ۱۳۲۴ | ۱۳۲۴        | مستقل     | [ ۵ ]       |
| معاونان نخست‌وزیر           |  |                   |              |             |           |             |
| معاون                      |  | آقاخان اشرفی      | .            | .           | مستقل     |             |

## یادداشت
1. ↑  ادارهٔ امور به دکتر شیخ معاون وزیر سپرده شد.[۶]